# Fakahina
Fakahina, ou Kaīna, é um pequeno atol na parte ocidental do grupo Tuamotu na Polinésia Francesa, comuna de Fangatau. A terra mais próxima é o atol Fangatau a 72 km a WNW.
Fakahina tem 9 km de comprimento por 6,3 km de largura. Não tem passagem entre a lagoa e o oceano. Fakahina tem 140 habitantes e a principal localidade é Tarione.